# Тоффия
Тоффия (итал. Toffia) — коммуна в Италии, располагается в регионе Лацио, в провинции Риети.
Население составляет 1020 человек (2008 г.), плотность населения составляет 91 чел./км². Занимает площадь 11 км². Почтовый индекс — 2039. Телефонный код — 0765.
Покровителем коммуны почитается святой Лаврентий, празднование 10 августа.

## Демография
Динамика населения:

## Администрация коммуны
- Официальный сайт: http://www.comune.toffia.ri.it/